# Sarcotragus australis
Sarcotragus australis är en svampdjursart som först beskrevs av Lendenfeld 1888.  Sarcotragus australis ingår i släktet Sarcotragus och familjen Irciniidae. Inga underarter finns listade i Catalogue of Life.